# Lewis A. Swift

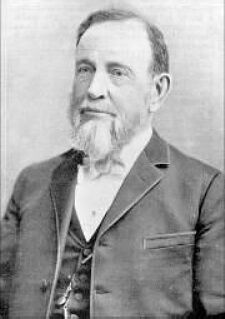
Lewis A. Swift

Lewis A. Swift (Clarkson, 20 februari 1820 - Marathon, 5 januari 1913) was een Amerikaans astronoom. 
Swift ontdekte meerdere kometen, waaronder de komeet Swift-Tuttle. Hij ontdekte meer dan vijfhonderd deepsky objecten die werden opgenomen in de New General Catalogue en nog eens meer dan vijfhonderd in de Index Catalogue. Hij trouwde tweemaal, de eerste keer  in 1850 met Lucretia Hunt en de tweede keer in 1864 met Carrie D. Topping. Zijn zoon Edward D. Swift komt voort uit zijn tweede huwelijk. Hoewel Swift geen universitaire opleiding genoot, werd hem in 1897 de Jackson-Gwilt-Medaille van de Royal Astronomical Society verleend.

## Verkeerde positiebepalingen
Van Lewis A. Swift is bekend dat hij aan de beschrijvingen van de meerderheid van zijn telescopisch ontdekte deepsky objecten verkeerde positiebepalingen had toegevoegd. Dat kwam omdat hij zijn notities meestal in het halfduister opschreef om zo weinig mogelijk het nachtzicht te belemmeren. Bovendien stond hij er alleen voor en moest hij na het ontdekken van een bepaald object de ladder naast de telescoop afdalen om de positie van het object af te lezen, op de aan de basis van de telescoop bevestigde gemarkeerde metalen cirkels waarmee de exacte rechte klimming en de declinatie konden worden bepaald. Swift's bepalingen weken zowel af in rechte klimming als in declinatie.